# فيل (أسطورة)
الفيل (بالإنجليزية: Elephant)‏ حيوان ثديي من فصيلة الخرطوميات يعتبر أكبر الحيوانات البرية الحية. يكثر في الهند وإفريقيا. والفيل في الأساطير الهندوسية هو تجلى للإله جانيشا Ganesha صدیق الإنسان الذي يجلب الحظ الطيب لمن يعبده، ومن ثم فلا يقوم الهندوس برحلة أو مغامرة أو بمشروع كبير إلا ويسبقها تقديم الصلوات للإله الفيل؛ حتى يارك العمل المزمع القيام به، ويعتقد في التراث الشعبي الهندوسي أن الفيل الأبيض جذب السحب البيضاء وبالتالي يسبب هطول المطر، ولو أن حاكما قتل فيلا أبيضا لاتهمه شعبه بالخيانة.
وهناك حكاية في التراث الشعبي البوذي وردت في الجانکا -Ja taka - مجموعة الحكايات عن البلاد السابقة والحياة السابقة لبوذا – تقول إن بوذا المستقبل أرسل فيل والده الأبيض ليجلب المطر للبلاد المجاورة التي تعاني من القحط والمجاعة، وكيف أن ميلاد بوذا يرتبط بالفيل الأبيض، فقد رأت أمه في المنام فيلا أبيضا يدخل جسدها، وعندما روت حلمها للعرافين قالوا لها إنها ستلد ابنا بالغ الأهمية لأنه: إما أن يحكم العالم أو يخلصه، وكان هذا الابن هو بوذا.
يرمز الفيل في التراث الشعبي الصيني إلى الفطنة والحكمة فضلا عن القوة.
وفي المعتقدات الرومانية القديمة كان يعتقد أن الفيل حيوان متدين يعبد الشمس والنجوم. أما في العصور الوسطى المسيحية، فكان يعتقد أن الفيل لا يستطيع أن يثنی ركبتيه، وأنه لهذا السبب يستند إلى شجرة لينام، فإذا ما انكسرت الشجرة وسقط الفيل ربما لا يستطيع أن ينهض أبدا. وفي التراث الشعبي الحديث يرسم الأطفال الفيل على أنه حيوان لطيف محبوب.